# Cragsman Peaks
Cragsman Peaks är en bergstopp i Antarktis. Den ligger på Coronation Island i Sydorkneyöarna. Argentina och Storbritannien gör anspråk på området. Toppen på Cragsman Peaks är 430 meter över havet, eller 108 meter över den omgivande terrängen. Bredden vid basen är 1,5 km.
Terrängen runt Cragsman Peaks är varierad. Havet är nära Cragsman Peaks åt sydväst. Trakten är obefolkad.